# 발강 (네덜란드)

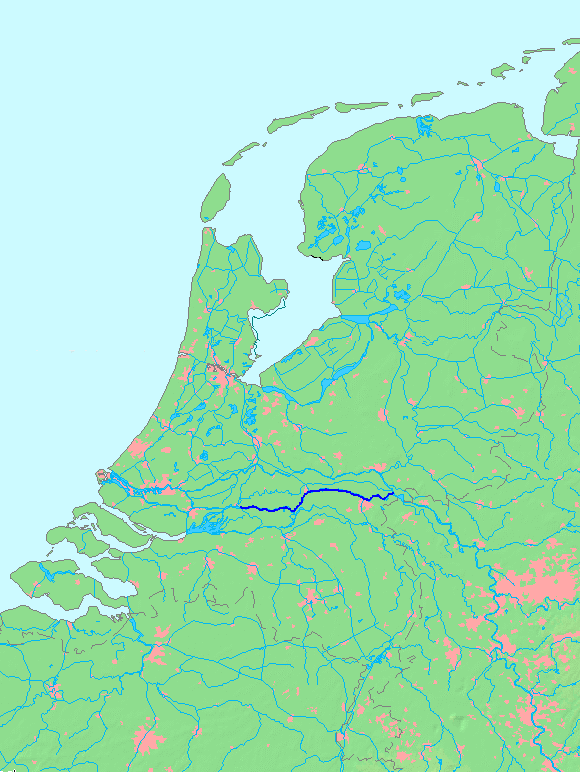
발 강의 위치

발강(네덜란드어: Waal)은 네덜란드 헬데를란트주에 위치한 강으로 길이는 80km, 평균 유랑은 1,500m3/s이다. 라인강의 지류 가운데 하나로서 로테르담 항과 독일을 연결하는 주요 항로 가운데 하나이다.
라인 강-뫼즈강-스헬더강 삼각주 지대로 흘러가는 강이며 라인 강의 전체 유량 가운데 65%가 유입되는 강이다. 발 강과 접한 주요 도시로는 네이메헌, 틸, 잘트보멀 등이 있다.